# Munna truncata
Munna truncata là một loài chân đều trong họ Munnidae. Loài này được Richardson miêu tả khoa học năm 1908.